# Marceli Wieczorek

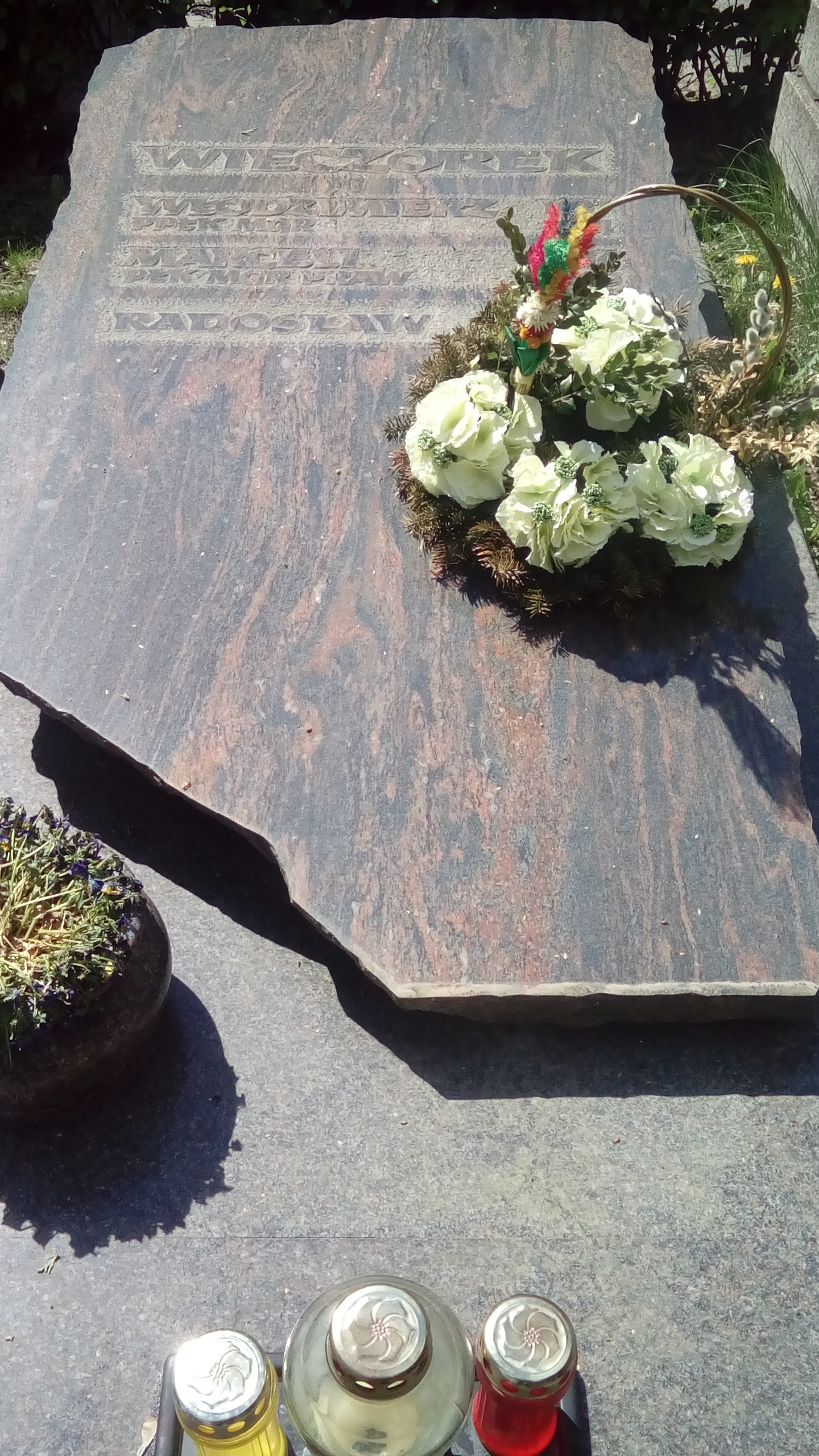
Grób Marcelego Wieczorka na Cmentarzu Wojskowym na Powązkach

Marceli Wieczorek (ur. 5 lutego 1934, zm. 27 kwietnia 1999) – pułkownik, oficer wywiadu polskiego – Departamentu I Ministerstwa Spraw Wewnętrznych. 
W Departamencie I MSW od 1958, w latach 1967–1968 przebywał na placówce w Nowym Jorku, 1969–1971 w Chicago. Od 1980 pracownik naukowy Oficerskiej Szkoły Służby Bezpieczeństwa w Legionowie. W 1990 przeszedł na emeryturę. Pochowany na wojskowych Powązkach (kwatera C29-4-10).